# Dimissioni di don Luigi Sturzo da segretario del Partito Popolare Italiano
Le dimissioni di don Luigi Sturzo da segretario del Partito Popolare Italiano furono l'atto con cui Sturzo lasciò improvvisamente, il 10 luglio 1923, la guida politica del partito.
Le dimissioni di Sturzo crearono non poco scalpore all'epoca in particolar modo perché arrivarono alla vigilia della discussione parlamentare sulla legge elettorale Acerbo, fortemente voluta dal governo fascista e osteggiata dall'opposizione, indebolirono grandemente il PPI, minandone la legittimazione verso la base cattolica, e vennero interpretate come la sconfessione da parte della Chiesa cattolica dell'opposizione politica al fascismo.

## L'antefatto
Tra il 1922 e il 1923 i cattolici erano fortemente combattuti tra opposizione o collaborazione con il capo del fascismo, Benito Mussolini.
Dal 12 al 14 aprile 1923 si tenne a Torino il IV Congresso nazionale del PPI: nella sua relazione, Sturzo sottolineò l'impossibilità per il Partito Popolare di "avallare una cambiale in bianco" al fascismo, chiedendo il mantenimento del sistema elettorale proporzionale e l'inserimento del fascismo all'interno del quadro istituzionale. Più possibilista fu invece la posizione di Alcide De Gasperi, che non escluse una collaborazione "dinamica", pur ribandendo la contrarietà alla legge Acerbo. Il congresso si concluse con l'approvazione della linea indicata dai due, con l'eccezione dell'ala di sinistra, che si astenne sull'ordine del giorno di Sturzo e votò contro quello di De Gasperi.
Il 17 aprile Mussolini convocò ministri e sottosegretari popolari, invitandoli a chiarire le posizioni del Congresso o a dimettersi dal governo. Non bastò la mediazione tentata da Stefano Cavazzoni, che fece approvare dai parlamentari popolari un documento che cercava di tenere conto tanto dei risultati del congresso, tanto dell'esigenza di non rompere con il governo: il 24 aprile Mussolini "accettò" le dimissioni dei popolari dal governo.
Lo stesso giorno, la componente di destra del PPI diede vita al "Partito Nazionale Popolare", guidato da Egilberto Martire, che venne quindi ricevuto da Mussolini. Il 3 luglio un gruppo di esponenti del cattolicesimo tradizionale e conservatore, autodefinitisi "cattolici nazionali", pubblicò un manifesto di consenso al governo Mussolini e al progetto della legge Acerbo.
Mussolini, grazie all'appoggio di questa corrente cattolica, scatenò una campagna diffamatoria contro don Luigi Sturzo e lanciò attacchi squadristi contro alcune sedi dei popolari (denominati "traditori"); allo stesso tempo premette affinché lo stesso Sturzo fornisse chiarimenti "chiari, precisi, inequivocabili" dopo le sue ambigue dichiarazioni a Torino. Minacciando una campagna anticlericale, Mussolini chiese alle gerarchie ecclesiastiche le dimissioni di Sturzo.

## La richiesta delle dimissioni
Già il 25 aprile il Segretario di Stato vaticano, Pietro Gasparri, invitò con una circolare tutti coloro che rappresentano gli interessi della religione a evitare "di mescolarsi a partiti politici e di favorirli". Il 26 giugno fu monsignor Enrico Pucci che su "Il Corriere d'Italia" invitò Sturzo a "non creare imbarazzi" al Vaticano con la confusione tra i due ruoli di sacerdote e segretario del partito.
Il 5 luglio, in una lettera a padre Pietro Tacchi Venturi, il cardinale Gasparri riferiva che le dimissioni di Sturzo erano un'esplicita richiesta di papa Pio XI, poiché "ora il Santo Padre ritiene che, nelle attuali circostanze, in Italia un sacerdote non può restare alla direzione di un partito, anzi dell'opposizione di tutti i partiti avversi al governo, auspice la massoneria."
A tale richiesta, il 9 luglio 1923 Sturzo rispose con una lettera nella quale, pur ribadendo la sua obbedienza al pontefice, esprimeva le sue perplessità sulle conseguenze politiche delle stesse in quanto, così facendo, sarebbe stato palese l'intervento diretto della Santa Sede "negli affari politici d'Italia", "verrebbe minorata la libertà politica dei cattolici", e il Partito Popolare Italiano ne sarebbe rimasto "scompaginato o ridotto ad un puro organismo elettorale alla mercé di qualsiasi governo".
Di seguito il testo della missiva; in grassetto sono riportate le note apposte dal Papa.
«Beatissimo Padre, (...) ho ricevuto comunicazione del desiderio di V[ostra] B[eatitudine] che io lasci senza indugio la segreteria politica del partito popolare italiano; e nella forma come mi è stato espresso il desiderio e per la testimonianza della pia e veneranda persona che me l'ha comunicato, debbo ritenere che si tratti di un comando [desiderio motivato].
Ed al comando di V.B. io non posso che rispondere: obbedisco, con la serenità di chi compie semplicemente il proprio dovere. (...) Anzitutto tanto gli avversari di ogni colore quanto gli amici del partito popolare italiano, attribuiranno il mio ritiro ad un intervento della S. Sede; e ciò alla vigilia della discussione alla Camera dei deputati del disegno di legge sulla riforma elettorale e politica. Come smentire ciò? Con quali mezzi? Forse con delle menzogne? [No certo; ma con i riflessi suggeriti: il bene del Ppi e della Chiesa Cattolica.] Non potrei.
Del resto (...) nessuno vi presterebbe fede e sarebbe vana e pericolosa qualsiasi smentita. Le conseguenze, secondo il modo di vedere, sarebbero tre: a) che verrebbe accreditata l'opinione che la S. Sede interviene negli affari politici d'Italia (...); b) che verrebbe minorata la posizione e la libertà politica dei cattolici a formarsi un partito politico autonomo (...); c) che il partito popolare italiano verrebbe ad essere scompaginato o ridotto ad un puro organismo elettorale alla mercé di qualsiasi governo. Non posso né debbo attribuire alla mia persona il merito di tenere stretta la compagine popolare in momenti difficili; però non posso dissimulare che in un periodo nel quale ogni ausilio umano e ogni aiuto economico sono mancati, quando sono state sciolte a centinaia e centinaia di amministrazioni pubbliche popolari; quando le leghe sindacali o sciolte o rese impotenti o costrette a passare al fascismo e circoli e cooperative devastate, e persone innumerevoli o messe al bando o bastonate, martoriate e persino uccise, la possibilità di una difesa politica della libertà e delle leggi umane e civili ha tenuto i nostri uomini e il nostro organismo ancora in piedi e il mio povero nome è servito a creare fiducia e forza al partito, anche presso le popolazioni che vivono nel regime del terrore. Ecco perché io credo che il mio repentino ritiro oggi può danneggiare quel partito che si ispira veramente ai principi cristiani del vivere civile, e che nella mancanza di qualsiasi carattere di virilità oggi serve a limitare nella mia coscienza pubblica, l'arbitrio della dittatura.
Nella lettera con la quale mi è stato espresso il desiderio della B.V. è detto che nell'opposizione al governo, da me diretta, ne sia stata auspice la massoneria [A Pisa la massoneria deliberava testé di sostenere don Sturzo nella opposizione al G.]. (...) Debbo aggiungere che mai, né direttamente né indirettamente, la massoneria ha avuto un solo momento di tolleranza verso il partito popolare italiano. (...) Nella stessa lettera succitata è detto che questo atto (l'ordine che io mi ritiri da segretario politico) non debba ritenersi come poco benevolo verso il partito popolare, ma solo ispirato agli interessi superiori della Chiesa.
Ringrazio la B.V. di questa assicurazione ma non saprei come poter fare a che gli altri amici ed avversari riconoscano e si convincano che sia veramente così [Veramente è così]. Purtroppo, il ritiro sarà fatto passare come una implicita sconfessione del partito popolare italiano (...). Tenderà a far credere che la Chiesa appoggi il governo fascista e il fascismo, i cui metodi non solo nel campo politico ma anche in quello etico sono per tante ragioni a riprovarsi.»
La lettera proviene dall'Archivio di Pio XI aperto alla consultazione il 18 novembre 2006. Le dimissioni di Sturzo crearono non poco scalpore all'epoca in particolar modo perché arrivarono alla vigilia della discussione parlamentare sulla legge elettorale Acerbo, fortemente voluta dal governo e osteggiata dall'opposizione. Le dimissioni di Sturzo indebolirono grandemente il partito popolare, minandone la legittimazione verso la base cattolica, e vennero interpretate come la sconfessione da parte della chiesa cattolica dell'opposizione politica al fascismo.
Lo scontro tra visioni antitetiche era palese in quanto, se per Pio XI non era più opportuno stare all'opposizione, per Sturzo fascismo ed etica cristiana erano inconciliabili, se per Pio XI l'opposizione era al servizio della massoneria, per Sturzo era al servizio del cattolicesimo, se per Pio XI le dimissioni di Sturzo non avrebbero avuto rilevanti effetti sul PPI, per l'altro avrebbero "scompaginato" il partito, ecc.
Lo stesso 9 luglio, appena registrata l'obbedienza di Sturzo, padre Tacchi Venturi informa in una missiva Gasparri che ha portato a conoscenza della cosa lo stesso Mussolini chiedendogli di non divulgare la notizia prima che fosse ufficializzata e di evitare di ascriverla pubblicamente tra le sue vittorie.
Il 10 luglio Sturzo si dimise ufficialmente e a gestire la segreteria venne chiamato un triumvirato formato da Giulio Rodinò, Giovanni Gronchi e Giuseppe Spataro.

## Le conseguenze
In seguito alle dimissioni di Sturzo, Mussolini lo indicò come l'uomo sbagliato dentro un partito di "cattolici che invece desiderano il bene dello Stato", sostenendo la tesi che i cattolici d'Italia, i "migliori", quelli che sono sinceramente interessati al bene del paese e all'ordine, sono con Mussolini.
All'appuntamento parlamentare riguardante l'approvazione della legge Acerbo, il 21 luglio, il Partito Popolare si presentò disorientato e lacerato: il gruppo parlamentare scelse, per 41 a 39, l'astensione e non il voto a favore, ma nove deputati (Stefano Cavazzoni, Leopoldo Ferri, Antonio Marino, Egilberto Martire, Paolo Mattei Gentili, Francesco Mauro, Giuseppe Roberti, Agostino Signorini e Ernesto Vassallo) votarono comunque a favore e furono espulsi dal partito, mentre Giovanni Merizzi fu l'unico del gruppo a votare contro, dimettendosi poi successivamente da deputato.
Il Partito Popolare entrò in una profonda crisi che ne indebolì le posizioni in Parlamento e nel paese. La maggioranza dei popolari conservatori si schierò con il fascismo, accelerando la disgregazione interna del partito.